# Nartai-lagúna
A Nartai-lagúna (albán Laguna e Nartës) az Adriai-tenger délkeleti medencéjének egyik lagúnája Albánia délnyugati partvidékén, a Karavastai-lagúna mellett Alacsony-Albánia legnagyobb állóvize 44 km²-es felületével.

## Földrajza
A lagúna egy egykori folyóvölgy szinklinálisában kialakult, mára lefűződött tengeröblözet. A holocénban a Vjosa folyó hordalékából épült turzások rekesztették el az Adriai-tengertől, de a lagúna két mesterséges csatornán keresztül továbbra is kapcsolódik a tengerhez. Vize sós, helyenként brakkvíz, a víz sótartalma a nyári évnegyedben 78‰. Az állóvíz felülete a csapadékosság és a széljárás függvényében változik, medencéje 44 km²-es területet foglal el. Természetes élővíznek azonban csupán mintegy 29 km²-nyi területe számít, északi harmadán ugyanis az 1950-es években Albánia egyik legnagyobb sópárló telepét alakították ki. A lagúna átlagos mélysége 1,26 méter, legmélyebb pontja 2,08 méter. Délnyugati részén kisebb szigetcsoport található, tagjai közül legnagyobb a 8,5 hektáros, ciprusokkal benőtt, gyaloghídon át megközelíthető, a középkori Szűz Mária-kolostornak otthont adó Zvërneci-sziget. A déli parton a 6-8 méteres magasságot is elérő homokdűnék sorakoznak. A lagúna partján fekvő fontosabb települések a névadó Narta mellett Zvërnec és Panaja.
- Kisvíz a lagúnában, a háttérben a Zvërneci-sziget (2017)
- A lagúna déli kijárata az Adriai-tengerre (2016)

## Élővilága
A lagúna a 19 738 hektáron elterülő Vjosa–Narta Tájvédelmi Körzet (Zona e Peizazhit të Mbrojtur Vjosë–Nartë) része, sós- és brakkvizes vízi élőhelyekkel. A Természetvédelmi Világszövetség V. kategóriájába tartozó védett táj mintegy kétszáz madárfaj gyakran 80 ezres állományának biztosít fészkelő- vagy áttelelőhelyet. Közülük említésre érdemes a borzas gödény, a rózsás flamingó, a széki lile, az ezüstlile, a korallsirály, a bütykös ásólúd, a cigányréce, a kerceréce, a nyílfarkú réce és a kékcsőrű réce, a veszélyeztetett ragadozó madárfajok közül megtalálható a rétisas, a fekete sas és a fehérkarmú vércse. Évente átlagosan 630-830 madárpár – széki lile, gólyatöcs, gulipán stb. – költ a lagúna területén. A jellemző halfajok az aranydurbincs, a farkassügér, az európai angolna, a nagyfejű tengeri pér és az Atherina nem tagjai. A lagúna délnyugati partján 1200 hektárt borítanak erdőfoltok, melyek fő állományalkotói a ciprusfélék mellett a tengerparti fenyő és az örökzöld pisztácia.
- Kis kócsag a lagúna fölött
- Tarisznyarák a lagúna déli kijáratánál